# Caïus (pape)
Pour les articles homonymes, voir Caius.
Caïus ou Caïe, né à Salone (près de Split) en Dalmatie (Croatie), est, selon l'Église catholique, le 28e évêque de Rome du 17 décembre 283 à sa mort, le 22 avril 296. Il succède à Eutychien. Il est fêté le 22 avril.

## Biographie
Son père se prénomme Caïus. Il est membre d'une famille noble liée à l'empereur romain Dioclétien.
Alors qu'il était évêque, Caïus pourrait avoir été emprisonné avec le pape Étienne Ier.
Il existe peu d'information sur Caïus en dehors de celles données par le Liber Pontificalis, qui s'appuie sur un récit légendaire de la martyre sainte Susanna. Selon la légende, Caïus baptise les hommes et les femmes convertis par saint Tiburce (qui est vénéré avec sainte Susanna) et saint Castulus. Les légendes affirment que Caïus se réfugie dans les catacombes de Rome et y meurt en martyr.
Selon le Catalogus Liberianus, le pape Caïus aurait régné durant douze ans, quatre mois et cinq jours, du 17 décembre 283 au 22 avril 296,.
Le théologien Eusèbe de Césarée évalue le pontificat à quinze années. Caïus est mentionné au cours du IVe siècle dans le Depositio Episcoporum mais n'est pas cité en tant que martyr : « X kl maii Caii in Callisti » dans CALLISTI". Il a été enterré dans la crypte des Papes du cimetière de Calixte. Selon un certain Anastasius, Caïus n'aurait régné que onze années. Il n'y a pas d'autres détails connus de sa vie.
On lui attribue le décret en vertu duquel personne ne peut accéder à l'épiscopat sans avoir reçu les ordres de portier, lecteur, acolyte, exorciste, sous-diacre, diacre et prêtre. Il a également divisé les quartiers de Rome parmi les diacres,. Au cours de son pontificat, les mesures anti-chrétiennes ont augmenté, bien que de nouvelles églises aient été construites et les cimetières élargis. Saint Caius peut ne pas avoir été martyrisé : la persécution des chrétiens par Dioclétien a commencé en l'an 303, après la mort présumée de Caïus. Lorsque Dioclétien est devenu empereur romain, il n'a pas été immédiatement hostile au christianisme,.

## La maison de Caïus
Vers l'an 280, au début du culte chrétien, une maison est construite sur le site de Santa Susanna qui, comme beaucoup de réunions chrétiennes, se vivaient dans une maison (une domus ecclesiae). La domus appartenait, selon l'acta du VIe siècle, aux frères nommé Caïus et Gabin, d'éminents chrétiens. Caïus est sans doute le pape, à ne pas confondre avec le prêtre Caïus, celui qui affirma avoir préservé les corps de saint Pierre et de saint Paul. En outre, Gabinus est le nom donné au père de sainte Suzanne de Rome (Susanna). Ainsi, les sources portent à croire que Caïus était son oncle.

## Culte

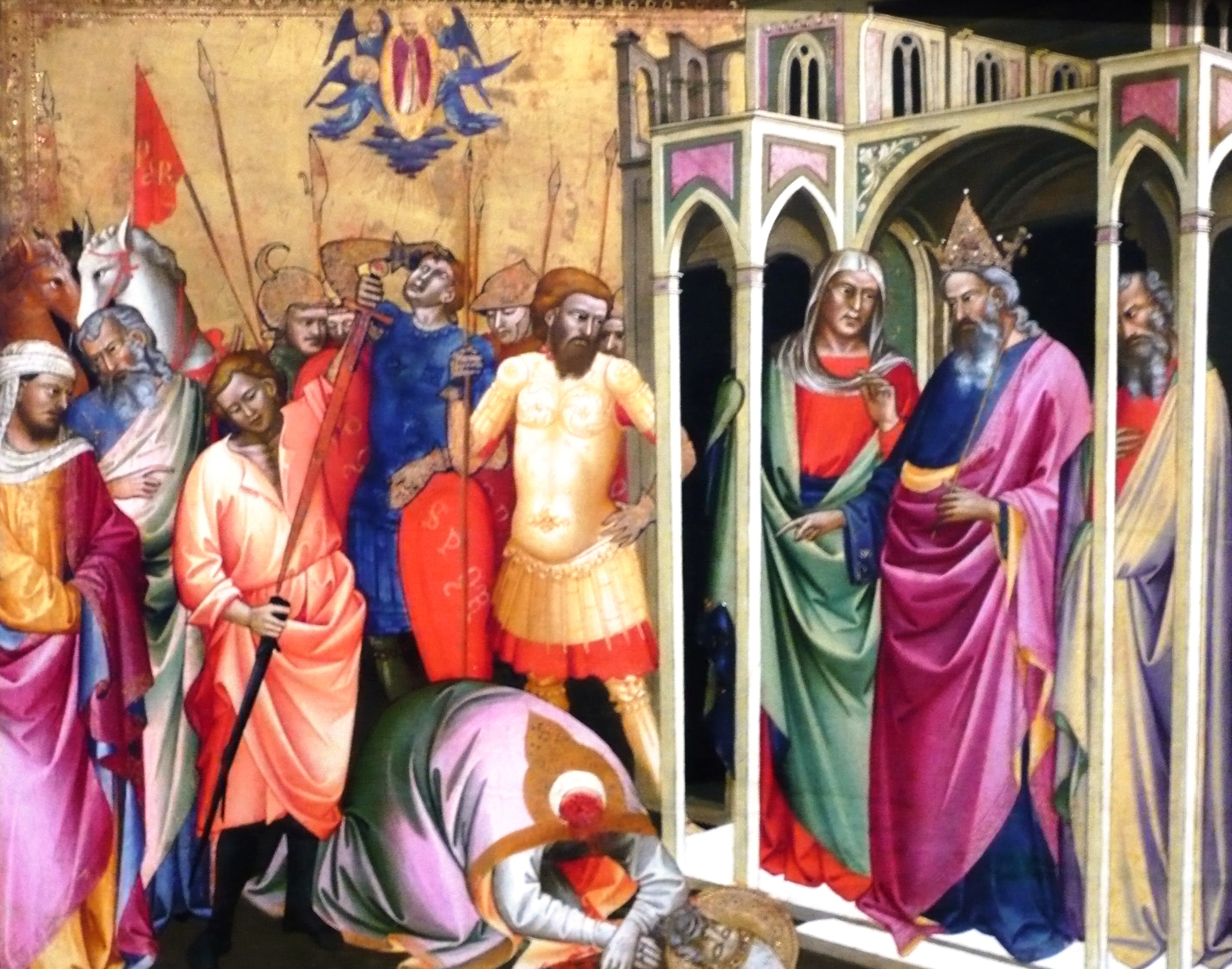
Le martyre du pape Caïus de Lorenzo Monaco (v. 1390), musée d'Art de Santa Barabara, États-Unis.

Par ailleurs, Caïus pouvait être le neveu de l'empereur romain Dioclétien, ce qui ne l'empêcha pas de subir le martyre par décapitation, non sur ordre de son oncle, mais de l'empereur romain Maximien Hercule.
La tombe de Caïus a été découverte dans la catacombe de Saint-Calixte avec la bague que le pontife utilisait pour sceller ses propres lettres. Ses reliques ont été transférées et conservées dans une chapelle privée des Barberini à Rome.
Saint Caïus est fêté le 22 avril d'après le Martyrologe romain. Il a également été représenté coiffé de la tiare avec saint Nérée. Le pape Caïus est vénéré en Dalmatie ainsi qu'à Venise.